# Miss Venezuela 1952
Miss Venezuela 1952 foi a primeira edição do concurso Miss Venezuela, realizado no dia 7 de junho de 1952, no Valle Arriba Golf Club, na capital do país, Caracas. Sofía Silva foi eleita a primeira detentora do título da história.

## Resultados
- Miss Venezuela 1952 – Sofía Silva (Miss Bolívar)
- Primeiro lugar – Ligia de Lima (Miss Anzoátegui)
- Segundo lugar – Vilma Viana (Miss Guárico)
- Terceiro lugar – Olga Buvat (Miss Distrito Federal)
- Quarto lugar – Marbelia Gardier (Miss Amazonas)

## Candidatas
- Miss Amazonas – Marbelia Gardier Gago
- Miss Anzoátegui – Ligia De Lima
- Miss Aragua – Maruja Cordero Rodríguez
- Miss Bolívar – Sofía Silva Inserri
- Miss Carabobo – Miriam Guerra Mass
- Miss Distrito Federal - Olga Buvat de Virginy Capriles
- Miss Guárico – Vilma Viana Acosta
- Miss Lara – Yolanda Gil García
- Miss Mérida – Miriam Dávila
- Miss Miranda  – Carmen Elena Alvarez
- Miss Nueva Esparta – Verónica Rodulfo Campos
- Miss Táchira – Ilse Theverkaus Ibarra
- Miss Trujillo – Norah Rangel Alizo
- Miss Yaracuy – Nieves Teresa Contreras Sánchez